# Potrero del Llano, Ojinaga
Potrero del Llano är en ort i Mexiko.   Den ligger i kommunen Ojinaga och delstaten Chihuahua, i den norra delen av landet, 1 200 km nordväst om huvudstaden Mexico City. Potrero del Llano ligger 1 040 meter över havet och antalet invånare är 120.
Terrängen runt Potrero del Llano är platt åt nordost, men åt sydväst är den kuperad. Runt Potrero del Llano är det mycket glesbefolkat, med 2 invånare per kvadratkilometer. Det finns inga andra samhällen i närheten. Omgivningarna runt Potrero del Llano är i huvudsak ett öppet busklandskap.